# Disturbios raciales de Knoxville de 1919
Los disturbios raciales de Knoxville de 1919 fueron unos disturbios raciales que tuvieron lugar en Knoxville, Tennessee entre el 30 y el 31 de agosto de 1919. Los sucesos comenzaron, cuando un grupo de personas irrumpieron en una cárcel del condado en busca de Maurice Mayes, un hombre mulato que había sido acusado de asesinar a una mujer blanca. Incapaces de encontrar a Mayes, el grupo inició una batalla campal con los residentes, la mayoría afroamericanos. La Guardia Nacional de Tennessee dispersó a los enfrentados disparando indiscriminadamente con dos ametralladoras. La prensa cifró el número de muertos en sólo dos, aunque testigos oculares indicaron que el número había sido mucho mayor.
Este suceso fue uno de los numerosos disturbios de carácter racial que se produjeron durante el llamado Verano Rojo por todo Estados Unidos.  El motín está considerado uno de los peores episodios raciales en la historia de Knoxville, haciéndose añicos la tradicional tolerancia racial que había vivido esta ciudad del sur. Tras la revuelta, muchos residentes negros abandonaron la ciudad y los brotes de violencia racial se convirtieron en algo esporádico.